# Die Bombe (Zeitung)
Die Bombe war eine österreichische humoristisch-satirische Wochenzeitung. Sie erschien in Wien zwischen 1871 und 1925.
Gründer, Eigentümer und Herausgeber des Witzblattes war Josef Braun, nach einem Zeitungsartikel aus dem Jahre 1879 über ihn „in Pest geboren, dahin zuständig, 39 Jahre alt, mosaisch, verheirathet, unbeanstandet“. Braun war seiner Aussage nach mit 18 Jahren nach Wien gekommen, um Medizin zu studieren, wählte aber bald den Journalismus, „weil er darauf angewiesen war, sich selbst zu erhalten“. Als Redakteur wurde L. Mayer genannt, ihm folgte Karl L. Nekam. Zu den Mitarbeitern zählten Isidor Fuchs und die Zeichner László von Frecskay und Hugo Gerard Ströhl.
Die Bombe entwickelte einige stehende Figuren wie etwa den „General Schlepp von Schleppsäbel“, „Schani Wuzelfellner“ oder die Kommunisten-Karikatur „Der Doppelkümmel-Petroleur“. Pointierte gesellschaftliche und politische Satire fanden sich in der Bombe lediglich zu Beginn ihres Bestehens. Allmählich rückte die Theater- und Operettenwelt in den Mittelpunkt der humoristischen Darstellungen, die sich zum Schluss hin verstärkt der Erotik widmeten.